# Site Corot

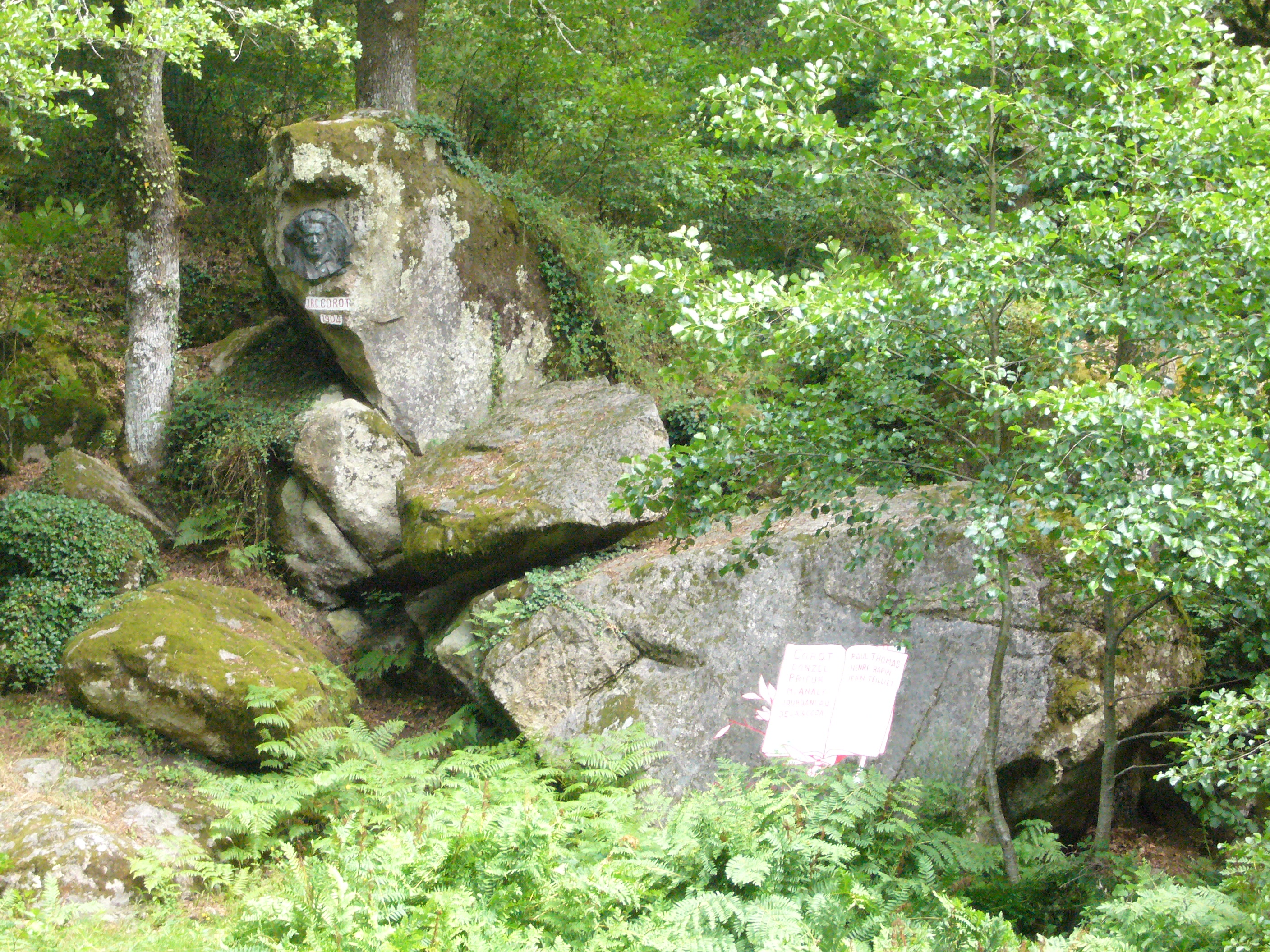
Le site Corot.

Le nom de « site Corot » est donné à un site naturel et touristique français situé dans la commune de Saint-Junien (Haute-Vienne), dans un secteur très encaissé du cours de la Glane, fréquenté par le peintre Camille Corot dans les années 1850.
Ce site bénéficie d'une protection au titre des sites inscrits, depuis 1955.

## Géographie

### Situation
Saint-Junien se trouve à environ 30 km à l'ouest de Limoges, à la limite du département et de celui de  la Charente. 
La Glane conflue avec la Vienne près du bourg de Saint-Junien. Le site Corot se trouve à environ un kilomètre en amont.

### Environnement
Ce site fait partie d'un ensemble d'environ 120 hectares (1,2 km²) inscrit comme Zone naturelle d'intérêt écologique, faunistique et floristique (ZNIEFF).
Le site Corot bénéficie aussi d'une inscription sur la liste des sites de la Haute-Vienne depuis le 13 octobre 1955. Une extension du périmètre a lieu en 1989. Le périmètre de l'inscription s'étend sur 120 hectares.
Le site Corot se trouve en amont d'un ancien barrage, celui du Gué Giraud, qui est supprimé par des travaux de renaturation achevés en 2017.

## Mémoire du peintre
Un médaillon en bronze à l'effigie du peintre, réalisé par le sculpteur Henri Coutheillas en 1904 à l'occasion des « grandes fêtes de Corot » organisées par Jean Teilliet a été scellé dans une roche au-dessus de la rivière, sur la rive droite.
La municipalité a entrepris en 2009 la reconstruction à l'identique du chalet qui hébergeait le peintre lors de ses séjours à Saint-Junien. L'inauguration a eu lieu le 10 juillet 2009.